# Pooecetes
Pooecetes is een geslacht van vogels uit de familie van de Amerikaanse gorzen. Het geslacht telt één soort:
- Pooecetes gramineus – Avondgors